# Botolan

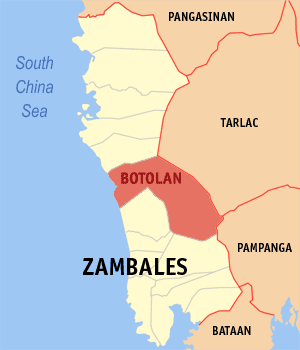
Karte der Zambales mit der Lage von Botolan

Botolan ist eine philippinische Stadtgemeinde in der Provinz Zambales.

## Baranggays
Botolan ist administrativ in 31 Baranggays unterteilt.
| - Bancal - Bangan - Batonlapoc - Belbel - Beneg - Binuclutan - Burgos - Cabatuan - Capayawan - Carael - Danacbunga | - Maguisguis - Malomboy - Mambog - Moraza - Nacolcol - Owaog-Nibloc - Paco (Poblacion) - Palis - Panan - Parel | - Paudpod - Poonbato - Porac - San Isidro - San Juan - San Miguel - Santiago - Tampo (Poblacion) - Taugtog - Villar |